# 죽음의 나선
죽음의 나선은 페어 스케이팅의 필수 요소이다. 남자의 손을 잡고 여자는 몸을 얼음과 거의 평행을 이루면서 깊은 가장가리에 그녀의 파트너를 따라 원을 그린다.

## 유형

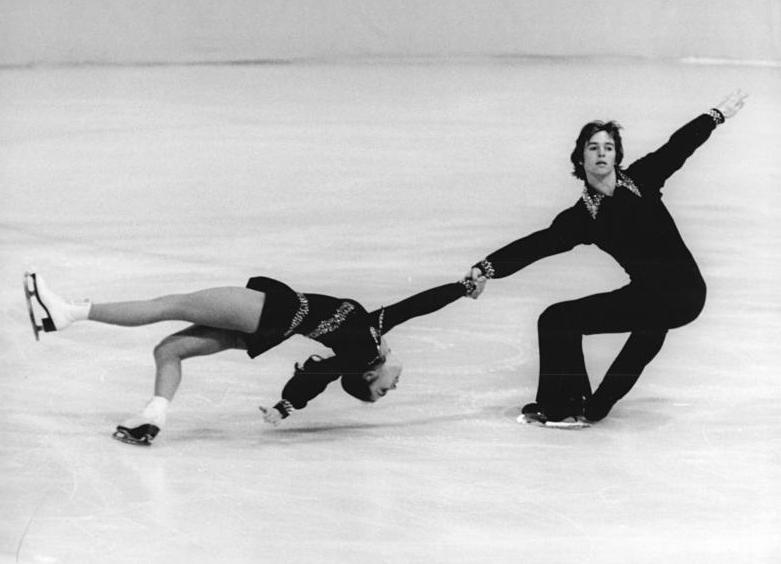

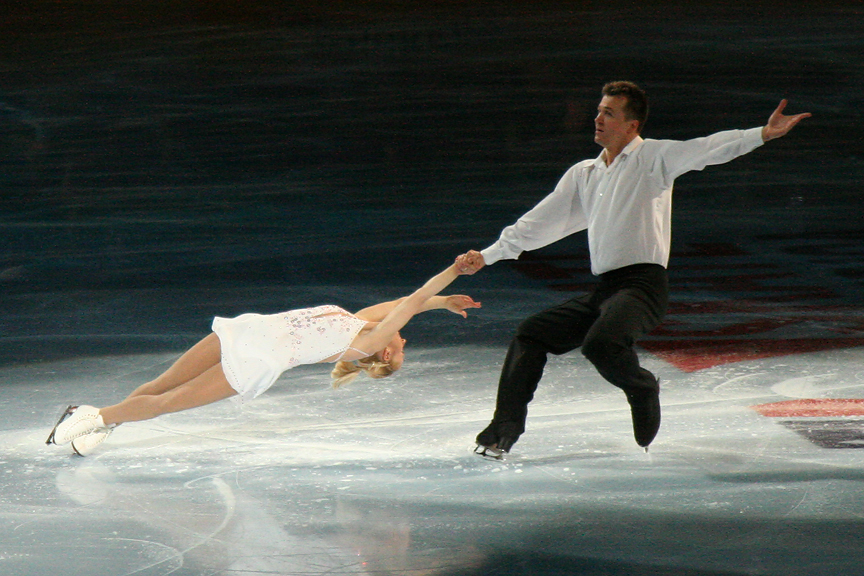

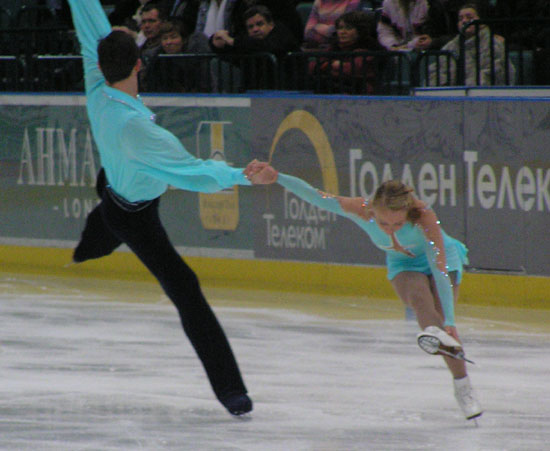

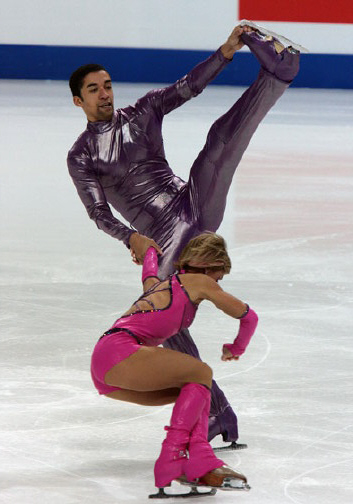

죽음의 나선은 내부/외부의 네 가지 유형에서 앞뒤로 가장자리를 실시할 수 있다. 바깥쪽 가장자리 죽음의 나선이 안쪽 가장자리 변종보다 더 어려운 것으로 간주된다. 전방 죽음의 나선은 가장 어려운 것으로 여겨진다.